# Ramon Sinkeldam
Ramon Sinkeldam, né le 9 février 1989 à Zaandam, est un coureur cycliste néerlandais. Spécialisé dans le cyclo-cross jusqu'en 2010, il a remporté le classement général du Superprestige 2006-2007 en catégorie junior.

## Biographie

### Jeunesse et carrière amateur
Ramon Sinkeldam commence le cyclisme par le VTT, à l'âge de neuf ans.
En 2006, durant sa première année en junior, Ramon Sinkeldam est troisième du championnat des Pays-Bas sur route de cette catégorie. Durant la saison de cyclo-cross 2006-2007, il est champion des Pays-Bas, médaillé de bronze du championnat d'Europe et quatrième du championnat du monde. Il remporte le Superprestige, sans avoir gagné l'une des huit manches qui le composent.
Passé en catégorie espoir (moins de 23 ans), il intègre l'équipe Rabobank Continental, réserve de l'équipe professionnelle Rabobank en octobre 2007. Il est quatrième du championnat national et dixième du championnat d'Europe et du championnat du monde durant la saison de cyclo-cross 2007-2008. L'année suivante, il est troisième du championnat national et huitième du championnat du monde. Sur route, il est deuxième du championnat des Pays-Bas espoirs en 2009. Il décide durant cette saison de faire carrière sur route. Il reste néanmoins actif en cyclo-cross durant l'hiver 2009-2010 et prend la deuxième place du championnat des Pays-Bas espoirs. En 2010, il est à nouveau vice-champion des Pays-Bas espoirs. L'année suivante, il enregistre des succès important : il est champion des Pays-Bas espoirs, et remporte le Paris-Roubaix espoirs, ainsi que le Tour du Limbourg. Il est également cinquième de l'Olympia's Tour, huitième du Tour de l'Alentejo.

### Carrière professionnelle
Au cours de l'année 2011, Ramon Sinkeldam est recruté par l'équipe Skil-Shimano, renommée Argos-Shimano, pour les saisons 2012 et 2013. 
Durant sa première saison en tant que professionnel, il est notamment treizième du Grand Prix de Plouay et gagne en fin d'année deux étapes du Tour de Hainan, dont il prend la sixième place. 

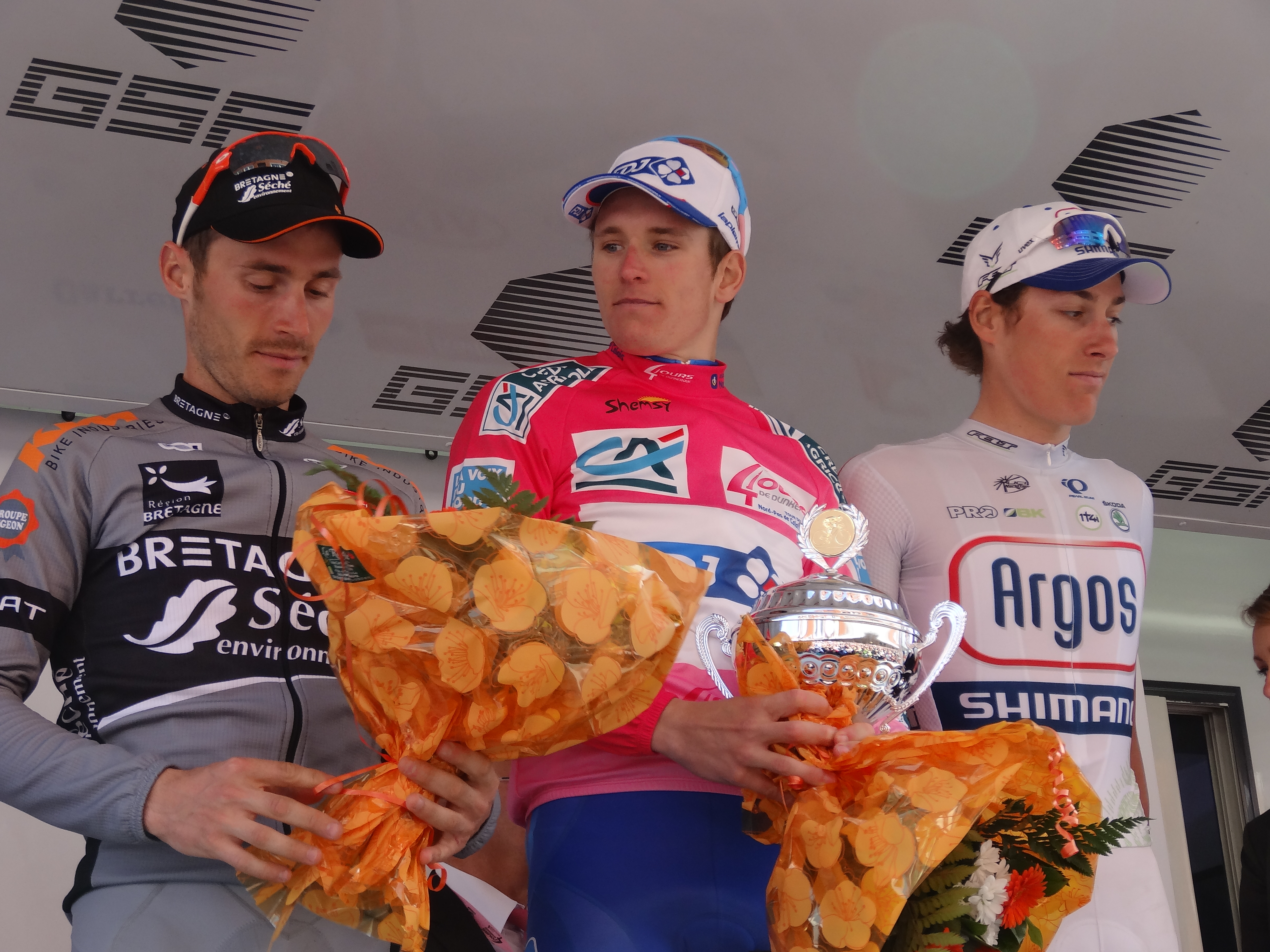
Ramon Sinkeldam (à droite) lors de la remise des prix à l'issue de la 5e étape des Quatre Jours de Dunkerque 2013, où il termine 3e au classement général. Florian Vachon est à gauche et Arnaud Démare au milieu.

En 2013, il est troisième des Quatre Jours de Dunkerque, deuxième du Ronde van Zeeland Seaports. Il dispute le Tour d'Espagne, son premier grand tour, qu'il abandonne après deux semaines. Il dispute avec ses coéquipiers le championnat du monde du contre-la-montre par équipes, terminé à la quatorzième place. À l'issue de cette saison, son contrat avec Argos-Shimano est prolongé jusque fin 2015. 
En mai 2014, il est deuxième d'une étape des Quatre Jours de Dunkerque, puis des classements généraux du Tour de Picardie et de la World Ports Classic, dont il gagne une étape. Début juin, il est à nouveau deuxième du Ronde van Zeeland Seaports. Durant l'été, il dispute à nouveau la Vuelta.
En mai 2015, la prolongation du contrat de Sinkeldam jusqu'en fin de saison 2017 dans l'équipe, devenue Giant-Alpecin en début d'année, est annoncée.
Le 23 janvier 2016, lors d'un stage avec son équipe en Espagne, lui et cinq de ses coéquipiers sont violemment percutés par une conductrice anglaise qui roulait sur le mauvais côté de la route.
Fin juillet 2019, il est sélectionné pour représenter son pays aux championnats d'Europe de cyclisme sur route. Il s'adjuge à cette occasion le titre de champion d'Europe de relais mixte et la trente-troisième place de la course en ligne.
Au mois d'août 2020, il se classe onzième du championnat des Pays-Bas sur route.
Initialement en fin de contrat en fin d'année 2021, Groupama-FDJ annonce en août une prolongation d'une saison. En fin d'année 2022, son contrat n'est pas renouvelé.
Pressenti pour rejoindre la formation de Jérôme Pineau en 2023, ce projet ne se concrétise pas. Le 5 décembre 2022, la formation belge Alpecin-Deceuninck annonce le recrutement de Sinkeldam avec un contrat portant sur 2023 et 2024. Présent sur le Tour d'Italie 2023 en tant que lanceur de Kaden Groves, il tombe malade dans les premiers jours de course et est non-partant lors de la cinquième étape.

## Palmarès sur route et classements mondiaux

### Palmarès amateur
| - 2006 - 3e du championnat des Pays-Bas sur route juniors - 2009 - 2e du championnat des Pays-Bas sur route espoirs - 2010 - 2e du championnat des Pays-Bas sur route espoirs | - 2011 - Champion des Pays-Bas sur route espoirs - Paris-Roubaix espoirs - Tour du Limbourg |  |

### Palmarès professionnel
| - 2012 - 5e et 8e étapes du Tour de Hainan - 2013 - 2e du Ronde van Zeeland Seaports - 3e des Quatre Jours de Dunkerque - 2014 - 2e étape de la World Ports Classic - 2e du Tour de Picardie - 2e de la World Ports Classic - 2e du Ronde van Zeeland Seaports - 2015 - Velothon Berlin - Binche-Chimay-Binche - 2e du championnat des Pays-Bas sur route - 7e de la Vattenfall Cyclassics | - 2017 - Champion des Pays-Bas sur route - 2018 - Paris-Chauny - 3e du championnat des Pays-Bas sur route - 2019 - Champion d'Europe du relais mixte contre-la-montre |  |

### Résultats sur les grands tours

#### Tour de France
5 participations
- 2015 : abandon (14e étape)
- 2016 : 143e
- 2017 : 148e
- 2018 : 134e
- 2023 : abandon (14e étape)

#### Tour d'Italie
4 participations
- 2019 : 133e
- 2020 : abandon (10e étape)
- 2022 : 132e
- 2023 : non-partant (5e étape)

#### Tour d'Espagne
3 participations
- 2013 : abandon (14e étape)
- 2014 : 136e
- 2021 : 127e

### Classements mondiaux
| Année                                 | 2010 | 2011 | 2012 | 2013 | 2014 | 2015 | 2016  | 2017 | 2018 | 2019  | 2020  | 2021  | 2022 | 2023  | 2024  |
| ------------------------------------- | ---- | ---- | ---- | ---- | ---- | ---- | ----- | ---- | ---- | ----- | ----- | ----- | ---- | ----- | ----- |
| UCI World Tour                        |      |      |      | nc   | 233e | 139e | nc    | 274e | 414e |       |       |       |      |       |       |
| Classement mondial                    |      |      |      |      |      |      | 966e  | 417e | 414e | 1432e | 1487e | 2339e | 658e | 2112e | 1214e |
| UCI Europe Tour                       | 952e | 292e | nc   |      |      |      | 1106e | 302e | 234e | 969e  | 1112e | 1561e | 506e | nc    | nc    |
|                                       |      |      |      |      |      |      |       |      |      |       |       |       |      |       |       |
| Légende : nc = non classéSource : UCI |      |      |      |      |      |      |       |      |      |       |       |       |      |       |       |

## Palmarès en cyclo-cross

### Victoires
- 2006-2007
  -  Champion des Pays-Bas juniors
  - Classement général du Superprestige juniors
  - Veghel-Eerde

### Classements
| Épreuve / Édition   | Championnat du monde | Coupe du monde | Superprestige | Championnat d'Europe | Championnat des Pays-Bas |
| 2005/2006 (juniors) |                      |                | 8e            |                      | 10e                      |
| 2006/2007 (juniors) | 4e                   |                | 1er           | 3e                   | 1er                      |
| 2007/2008 (espoirs) | 10e                  |                |               | 10e                  | 4e                       |
| 2008/2009 (espoirs) | 8e                   |                | 11e           |                      | 3e                       |
| 2009/2010 (espoirs) |                      |                |               |                      | 2e                       |